# Nichtnavigatorischer Ortungsfunkdienst

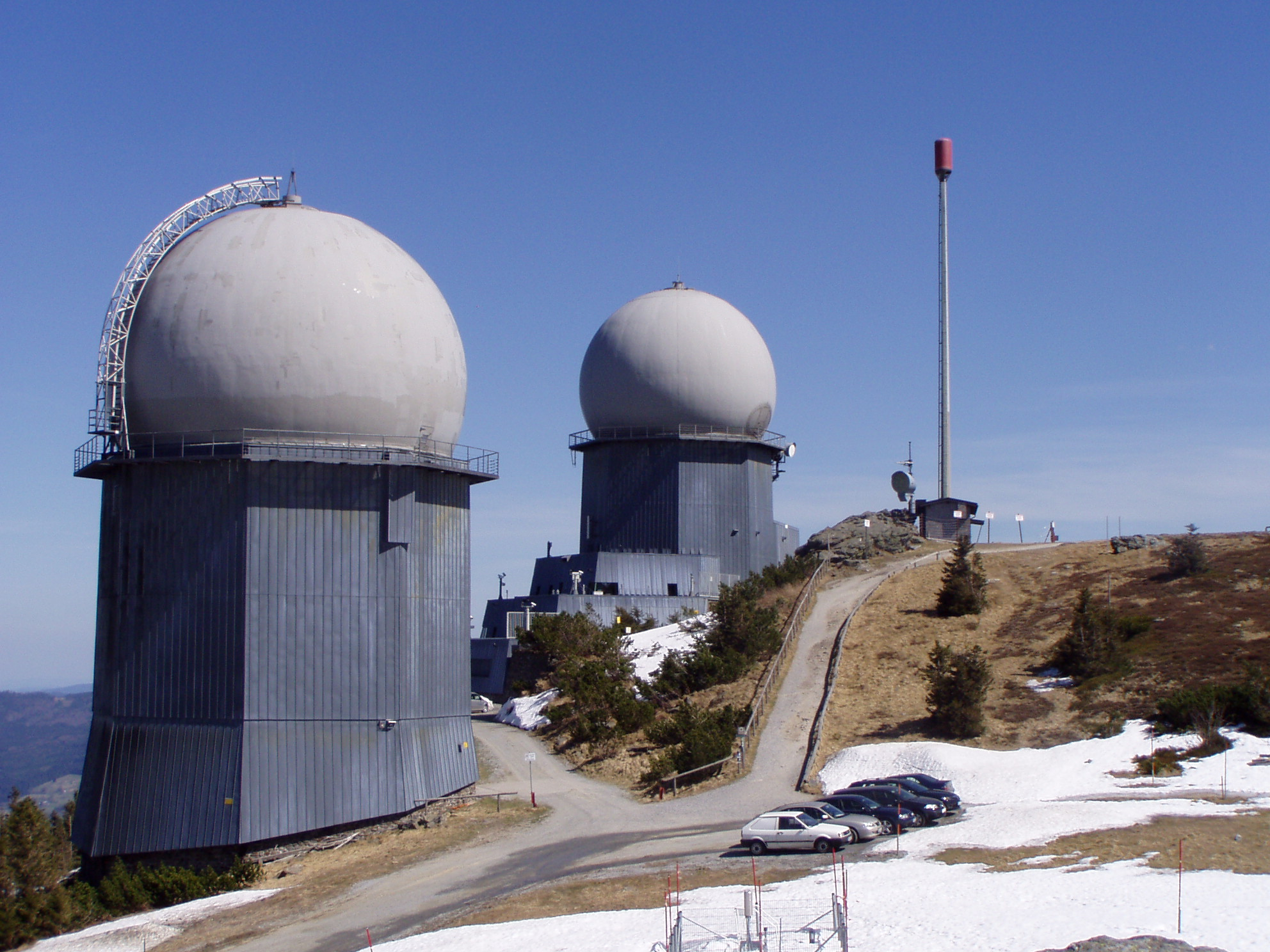
Großraumsensor (RRP 117 der deutschen Luftwaffe)

Der nichtnavigatorische Ortungsfunkdienst (englisch radiolocation service) ist ein Funkdienst zum Zwecke der nichtnavigatorischen Funkortung. Die an diesem Funkdienst beteiligten Funkstellen benutzen den Empfang von Funkwellen zur Bestimmung des Ortes eines Gegenstandes unter der Voraussetzung, dass dieser Funkwellen reflektiert oder aussendet.
Dem nichtnavigatorischen Ortungsfunkdienst dienen u. a. militärisch genutzte Radarsensoren, vorwiegend an Land, aber auch in  Satelliten, Schiffen oder Flugkörpern, ebenso Feuerleitradarsensoren, Waffenleitradare, Funkmessvisiere (kurz: FMV) und Radarzielbeleuchter.
Die VO Funk definiert diesen Funkdienst wie folgt:
- Ortungsfunkdienst (Artikel 1.40)
  - Nichtnavigatorischer Ortungsfunkdienst (Artikel 1.48)
  - Nichtnavigatorischer Ortungsfunkdienst über Satelliten (Artikel 1.49)

Der nichtnavigatorische Ortungsfunkdienst unterscheidet grundsätzlich folgende Funkstellen:
- Mobile nichtnavigatorische Ortungsfunkstelle (MobNNavOFust)
- Ortsfeste nichtnavigatorische Ortungsfunkstelle (OfNNavOFust)

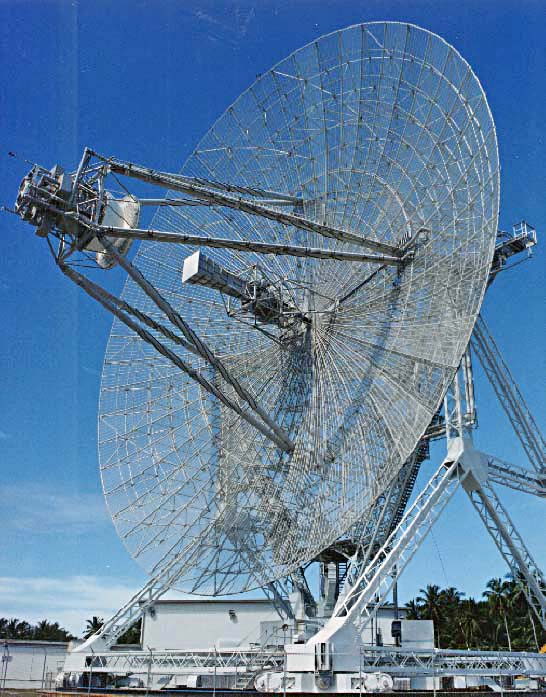
OfNNavOFuSt (Parabolantenne)
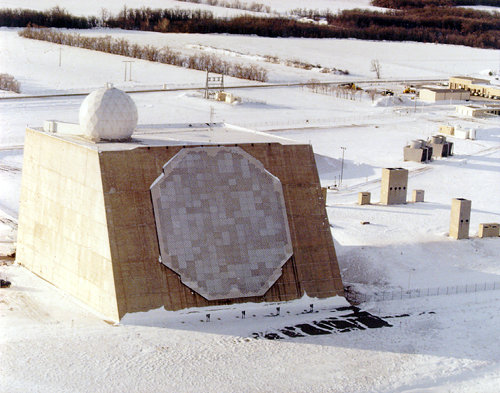
OfNNavOFuSt (Active Phased Array Radar)
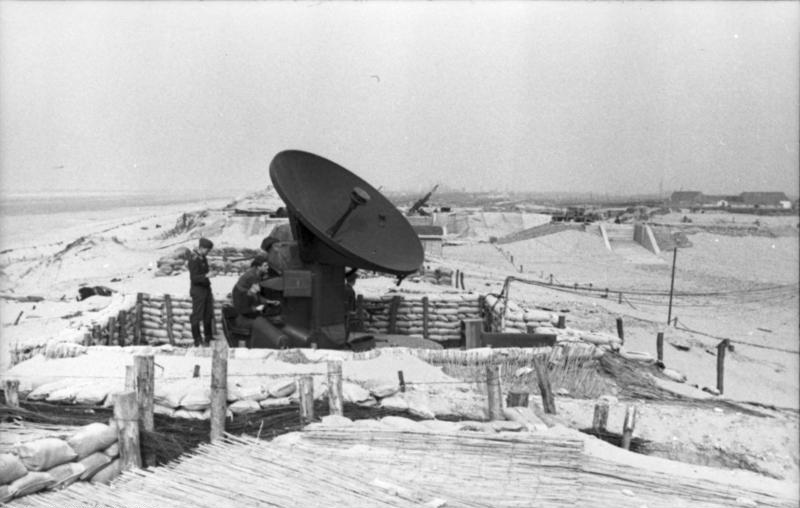
OfNNavOFuSt (Feuerleitradar FuMG 39 „Würzburg“)
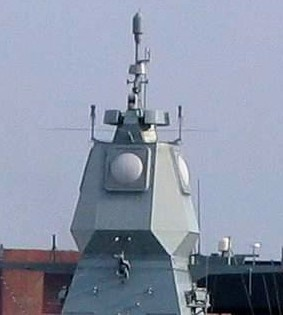
MobNNavOFuSt (Fregatte Hamburg)
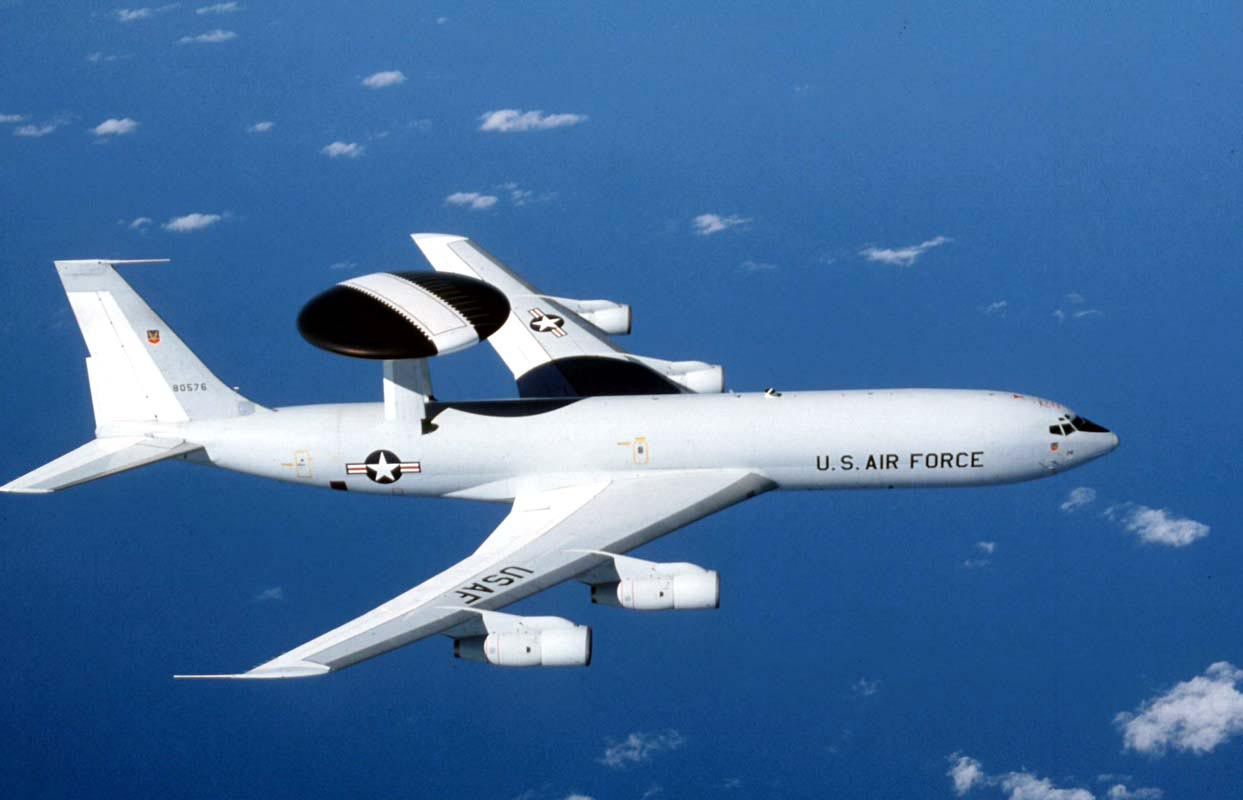
MobNNavOFuSt (Boeing E-3)
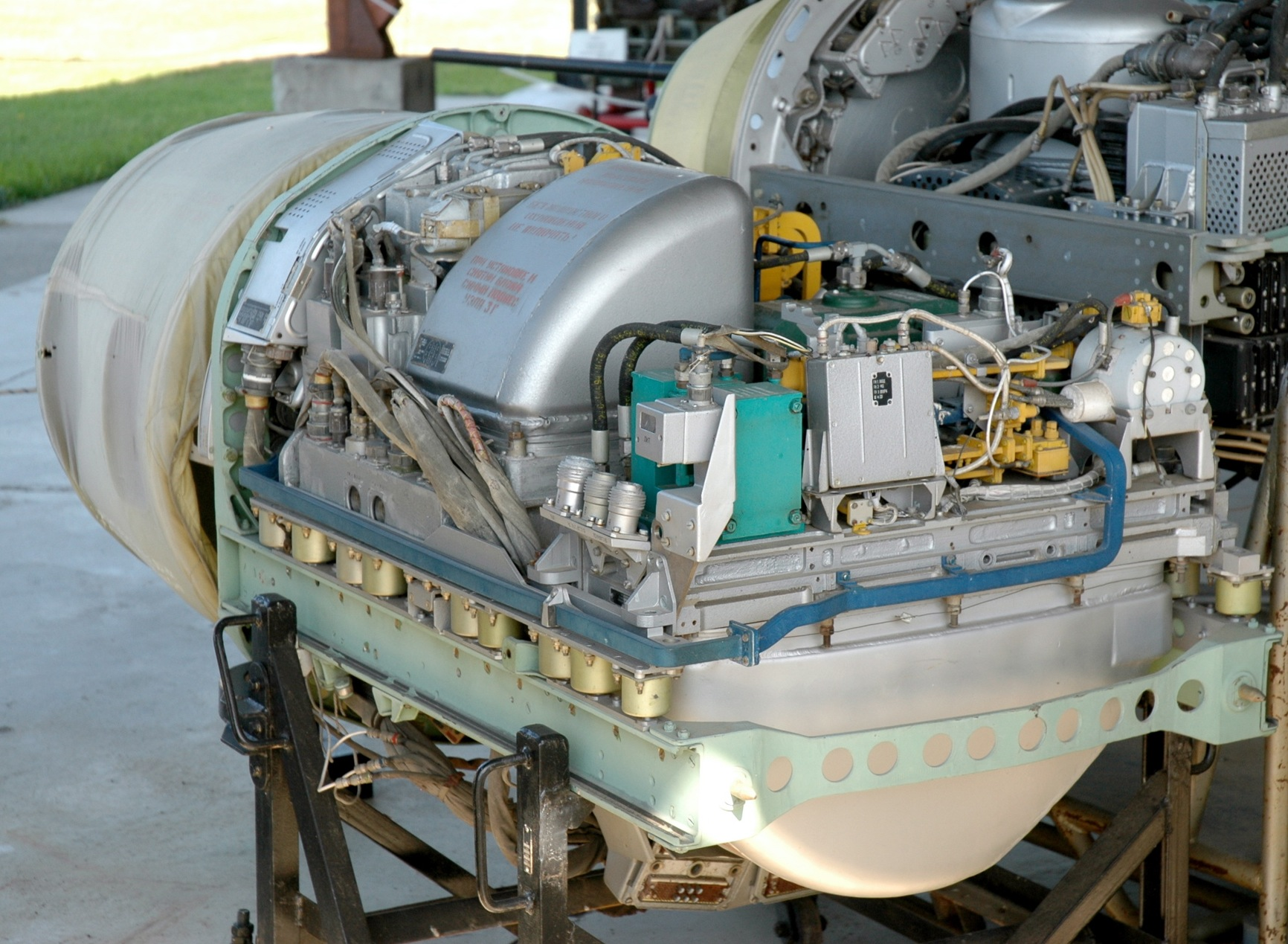
FMV der MiG-23 (Sapfir-23), Rückansicht.